# IC 3506
IC 3506 (również PGC 41782) – galaktyka eliptyczna znajdująca się w konstelacji Panny. Została odkryta 10 maja 1904 roku przez Royala Frosta.
IC 3506 należy do gromady galaktyk w Pannie.